# 螯合杆菌属
螯合杆菌属为叶杆菌科的一个属。该属的模式种为何氏螯合杆菌（Chelatobacter heintzii）。现为氨基杆菌属 （Aminobacter）的异名。

## 下属物种
- 何氏螯合杆菌 Chelatobacter heintzii Auling et al. 1993